# Finnsjöberget Gastsjö
Finnsjöberget Gastsjö är ett naturreservat i Bräcke kommun i Jämtlands län.
Området är naturskyddat sedan 2004 och är 100 hektar stort. Reservatet omfattar berget med detta namn och består av granskog med inslag av tall och lövträd.